# موسى تي كليج
موسى تي كليج (بالإنجليزية: Moses T. Clegg)‏ هو عسكري أمريكي، ولد في 1 سبتمبر 1876، وتوفي في 10 أغسطس 1918 في هونولولو في الولايات المتحدة.